# Zelena Dibrova, Horodîșce
Zelena Dibrova (în ucraineană Зелена Діброва) este o comună în raionul Horodîșce, regiunea Cerkasî, Ucraina, formată numai din satul de reședință.

## Demografie
Componența lingvistică a comunei Zelena Dibrova
     Ucraineană (98,83%)
     Rusă (1,17%)
Conform recensământului din 2001, majoritatea populației comunei Zelena Dibrova era vorbitoare de ucraineană (98,83%), existând în minoritate și vorbitori de rusă (1,17%).